# Circaetus beaudouini
Circaetus beaudouini (лат.) — вид хищных птиц рода змееядов семейства ястребиных. Подвидов не выделяют. По данным Международного союза охраны природы вид отнесён к видам, находящимся в уязвимом положении. Распространён в северо-западной части Африки, в так называемом регионе Сахель.

## Описание
Коренастая хищная птица с длиной тела около 66 см и размахом крыльев от 155 до 170 см. Верхняя часть тела, а также голова и верхняя часть груди тёмно-коричневого цвета. Нижняя часть груди и брюхо белые с тонкими тёмными полосами. На хвосте 3—4 неясные полосы. Радужная оболочка жёлтая, восковица бледно-серая, лапы серовато-белые.

## Биология
Питается в основном змеями. В состав рациона входят также ящерицы, мелкие млекопитающие, птицы и насекомые.